# Беловодский сельский совет (Сумский район)
Беловодский сельский совет (укр. Біловодська сільська рада) — входит в состав
Сумского района Сумской области Украины.
Административный центр сельского совета находится в селе Беловоды.

## Населённые пункты совета
- с. Беловоды
- с. Веселовка
- с. Водолаги
- с. Журавка